# Foe (EP)
Foe ist eine EP der Koblenzer Band Blackmail. Sie wurde 2003 kurz nach dem Album Friend or Foe? durch das Label WEA Records veröffentlicht und kann zusammen mit dem Album als Einheit gesehen werden.

## Titelliste
1. Foe – 3:17
2. Arcese – 3:29
3. I Dreamt, I Dreamt – 0:45
4. Slow Summer – 4:57
5. Shleep – 6:27

### Titelinformationen
Foe ist eine andere Version des Liedes Friend vom Album Friend or Foe?. Die Strophen beider Versionen sind sich sehr ähnlich, während die Refrains sowohl textlich als auch musikalisch vollkommen unterschiedlich sind. Zudem enthält Foe einen anderen Solo-Part und ist wesentlich kürzer als Friend. Auch das Lied Slow Summer hat mit Fast Summer auf dem Album einen Gegenpart. Gemeinsam haben beide ein ausgedehntes Solo, das auf einer Pedal-Steel-Gitarre gespielt wurde.
Sowohl Foe als auch Arcese waren in der japanischen Version von Friend or Foe? als Bonustitel enthalten.

## Artwork
Auch das Artwork korrespondiert mit dem Album Friend or Foe?. Das Cover der EP zeigt eine hauptsächlich in schwarz-weiß gehaltene Zeichnung einer Frau mit einem Baby auf dem Arm. Die Darstellung hat große Ähnlichkeit mit der Sixtinischen Madonna von Raffael und weckt Assoziationen mit Maria und dem gerade geborenen Jesus. Verstärkt wird diese Assoziation dadurch, dass das Cover des Albums ein in gleicher Weise erstelltes Porträt zeigt, das stark an bekannte Darstellungen Jesu Christi erinnert.